# Nalot na kawiarnię Al-Baka
Nalot na kawiarnię Al-Baka – nalot dokonany 30 czerwca 2025 przez Siły Obronne Izraela (IDF) na internetową kawiarnię Al-Baka, położoną w pobliżu portu w Gazie, w Strefie Gazy. W wyniku ataku zginęło co najmniej 41 osób, w tym fotoreporter Ismail Abu Hatab, a 75 zostało rannych. Według doniesień medialnych, większość ofiar stanowiły kobiety i dzieci.

## Tło wydarzeń
Kawiarnia Al-Baka działała przez niemal 40 lat i stanowiła miejsce rekreacji dla młodzieży z Gazy. W związku z trwającym konfliktem zbrojnym w Strefie Gazy kawiarnia funkcjonowała jako zespół namiotów rozstawionych na plaży, służących jako tymczasowe schronienie dla uchodźców palestyńskich. Obszar, w którym znajdowała się kawiarnia, nie był objęty żadnymi nakazami ewakuacji wydanymi przez IDF.

## Przebieg nalotu
Według dostępnych informacji izraelskie siły powietrzne zrzuciły na zatłoczoną plażową kawiarnię bombę Mark 82 o masie 230 kilogramów. W wyniku eksplozji powstał głęboki lej, a śmierć poniosło co najmniej 41 osób. Przed atakiem nie wydano żadnych ostrzeżeń ani zaleceń ewakuacyjnych. Izraelskie media podały, że celem nalotu był Hasham Mansour — syn dowódcy wojskowego Hamasu, który zginął kilka miesięcy wcześniej.

## Reakcje
IDF poinformowały, że incydent jest przedmiotem wewnętrznego postępowania wyjaśniającego. W oświadczeniu zaznaczono, że „celem było kilku terrorystów Hamasu” oraz że „przed przeprowadzeniem ataku podjęto działania mające na celu zminimalizowanie ryzyka dla ludności cywilnej poprzez wykorzystanie nadzoru powietrznego”.
Hamas potępił atak, oświadczając, że „nalot przeprowadzony przez samoloty zbrodniczej armii okupacyjnej był wymierzony w niewinnych cywilów zgromadzonych w punkcie odpoczynku na plaży w Gazie”.
Gerry Simpson z Human Rights Watch powiedział, że IDF „nie wskazały dokładnie, kto był celem ataku”, ale użyły nadzoru powietrznego, aby zminimalizować ofiary wśród ludności cywilnej, co oznacza, że „wiedziały, iż kawiarnia była w tym czasie pełna klientów”, nazywając to „bezprawnym, niewspółmiernym lub nieukierunkowanym atakiem”, który powinien zostać zbadany jako zbrodnia wojenna.